# 柯功村
柯功村是位于中华人民共和国云南省迪庆藏族自治州维西傈僳族自治县塔城镇的一个村庄。地处横断山南部, 金沙江西岸，位于白马雪山国家级自然保护区内。海拔2‚500米, 年均气温10℃, 年均降水量1‚180毫米。人口331人，信奉藏传佛教。全村耕地25.13公顷，林地1‚568.87公顷，草地83.33公顷。主要种植稻谷、玉米、小麦等粮食作物，林间盛产松茸、香菇等野生菌类。农民收入来源以种植业为主。
村寨后山的拉很山和位于白马雪山国家级自然保护区内的贡拉山及斜木地是当地的圣山。